# Бетолино (Комо)
Бетолино је насеље у Италији у округу Комо, региону Ломбардија.
Према процени из 2011. у насељу је живело 51 становника. Насеље се налази на надморској висини од 360 м.